# Corbère-les-Cabanes
Corbère-les-Cabanes is een gemeente in het Franse departement Pyrénées-Orientales (regio Occitanie). De plaats maakt deel uit van het arrondissement Perpignan. Corbère-les-Cabanes telde op 1 januari 2022 1.155 inwoners.

## Geografie
De oppervlakte van Corbère-les-Cabanes bedroeg op 1 januari 2022 4,14 vierkante kilometer; de bevolkingsdichtheid was toen 279 inwoners per km².

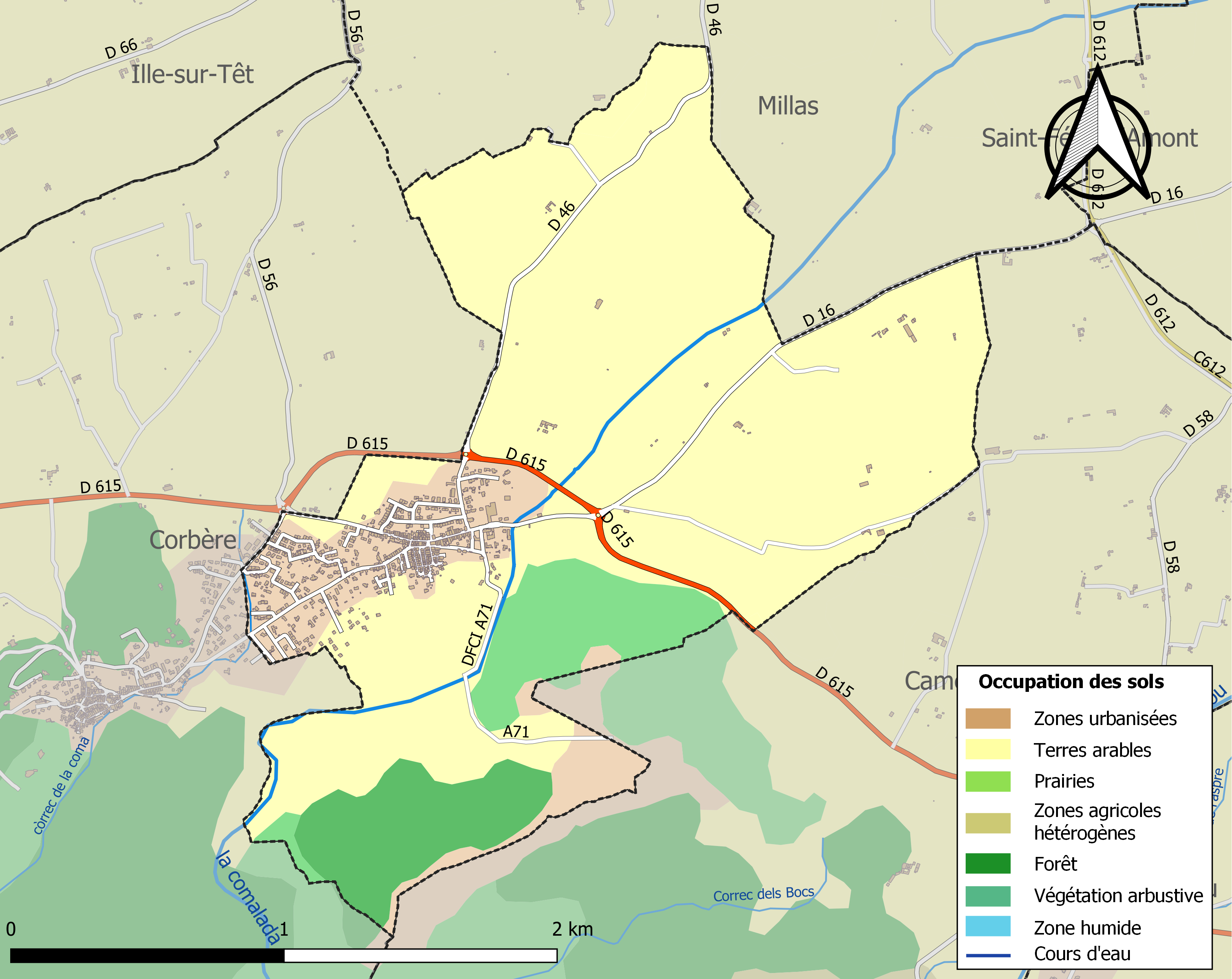
Kaart van de gemeente met de belangrijkste infrastructuur, bodemgebruik en omliggende gemeenten

## Demografie
Onderstaande figuur toont het verloop van het inwonertal (bron: INSEE-tellingen).

## Afbeeldingen

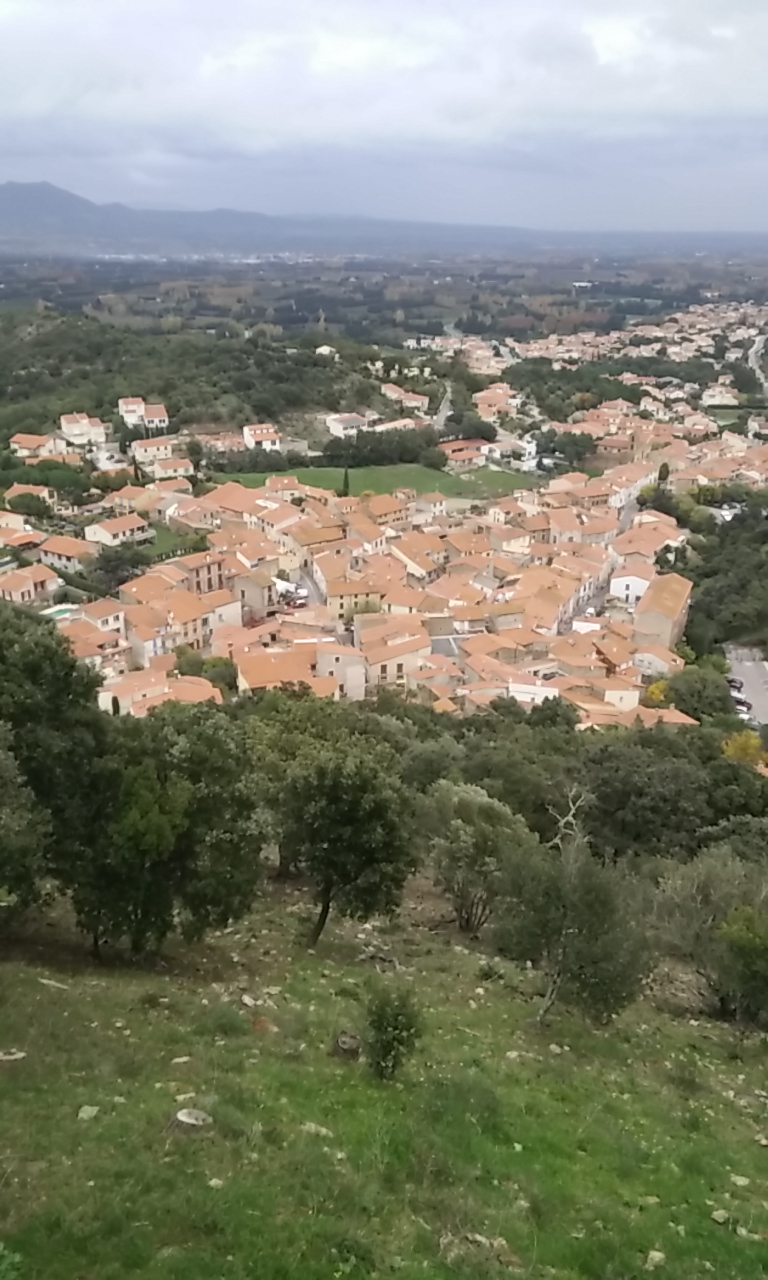
Gezicht op Corbère-les-Cabanes en Corbère
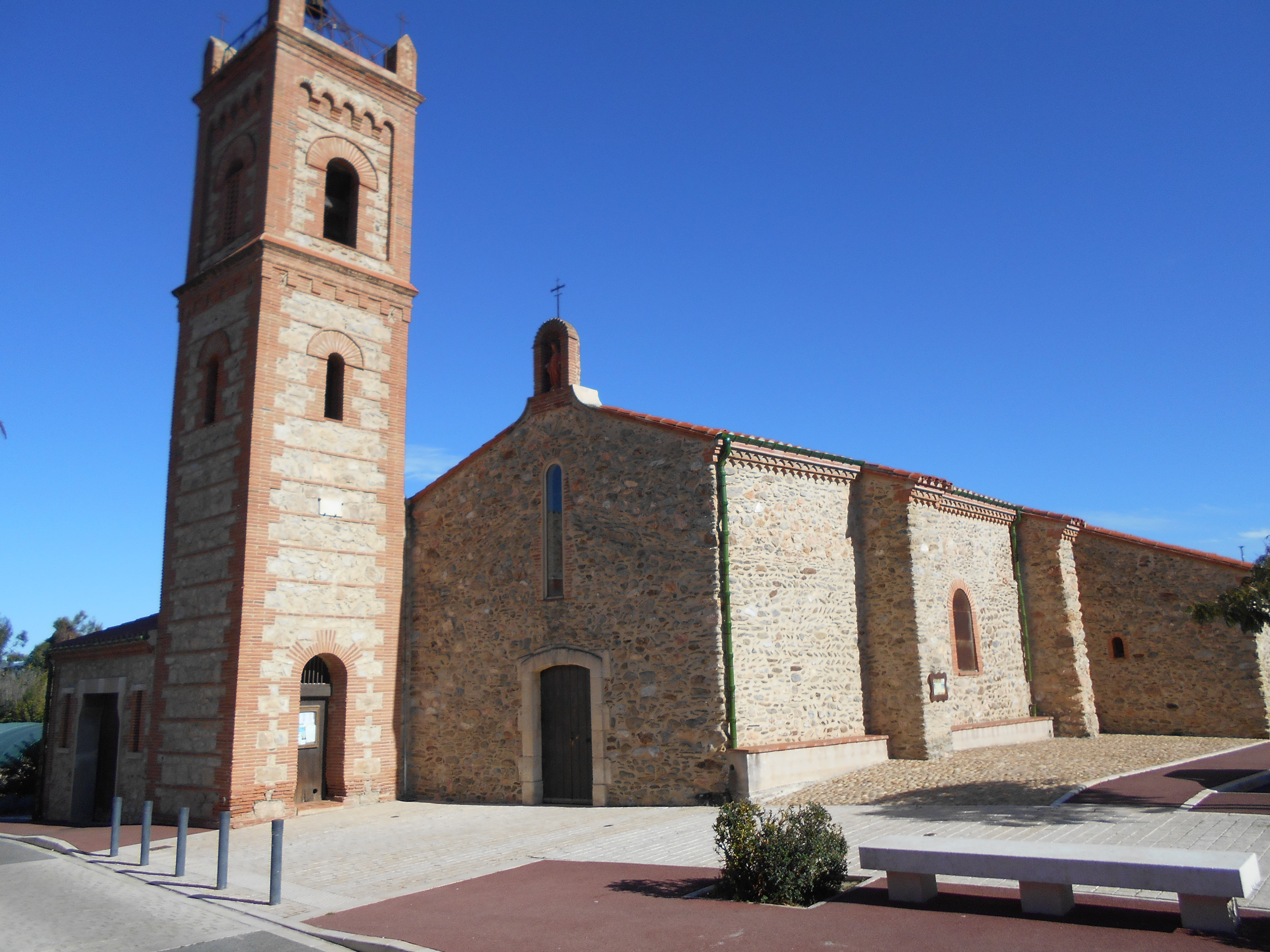
Église Sainte-Madeleine